# Trasvase Tajo-La Mancha
El Trasvase Tajo-La Mancha es la denominación popular del proyecto y de la obra denominada oficialmente "Proyecto de Acueducto Tajo-La Mancha para suministro de agua a la llanura manchega". También se ha denominado como Trasvase de la llanura manchega o "la tubería" o "el tubo".
La denominación se convirtió en polémica y los dirigentes del PSOE de la Junta de Comunidades de Castilla-La Mancha niegan que dicha obra de infraestructura pueda ser denominada como "trasvase" sino como "obra de abastecimiento".